# Marianen
Die Marianen, auch Marianeninseln, sind eine Inselgruppe im Westpazifik (Ozeanien), die geographisch der Inselregion Mikronesien zuzuordnen sind. Geographisch sind die Inseln einer nördlichen (von Farallon de Pajaros bis Anatahan) und einer südlichen (von Farallon de Medinilla bis Guam) Gruppe zuzuordnen, die auf der Karte zwei leicht nebeneinander liegende gebogene Linien bilden.
Obwohl die gesamte Inselgruppe einen Teil der USA bildet, ist sie aus historischen Gründen in zwei separate Außengebiete geteilt: die Nördlichen Marianen, die 1899 von Spanien dem Kaiserlichen Deutschland übertragen wurden, und Guam, das kurz zuvor von Spanien den USA übereignet worden war.
Benannt wurden die Inselgruppe und der Marianengraben nach der spanischen Königin Maria Anna von Österreich.

## Geographie
Die Inseln der Marianen bilden einen Inselbogen – wobei dieser eigentlich aus zwei leicht versetzten Bögen besteht: die südlichen Marianen (von Farallon de Medinilla bis Guam) liegen auf einem ozeanischen Rücken – die nördlichen leicht versetzt dazu. Die ganze Kette reicht über eine Strecke von etwa 800 km von der nördlichsten Insel Farallon de Pajaros bis zur südlichsten Insel Cocos Island an der Südküste von Guam. Die Inseln sind vulkanischen Ursprungs, wobei einige nur dank Korallen bis über die Wasseroberfläche ragen. Der Marianengraben östlich und südlich der Inseln weist mit einer Maximaltiefe von ca. 11.000 m die tiefste Stelle der Weltmeere auf. Gemeinsam mit den Ogasawara- und Izu-Inseln im Norden bilden sie das System des Izu-Bonin-Marianen-Inselbogens.
Die Inseln der Marianen von Nord nach Süd:
| Nr. | Insel                          | Fläche (km²)                  | Bevölkerung (Zensus)          | Höhe (m)                      | Gipfel                        | Koordinaten                                    |                               |                               |
| Nördliche Inseln (1 Gemeinde) | Nördliche Inseln (1 Gemeinde)  | Nördliche Inseln (1 Gemeinde) | Nördliche Inseln (1 Gemeinde) | Nördliche Inseln (1 Gemeinde) | Nördliche Inseln (1 Gemeinde) | Nördliche Inseln (1 Gemeinde)                  | Nördliche Inseln (1 Gemeinde) | Nördliche Inseln (1 Gemeinde) |
| --- | ------------------------------ | ----------------------------- | ----------------------------- | ----------------------------- | ----------------------------- | ---------------------------------------------- | ----------------------------- | ----------------------------- |
| 1 | Farallon de Pajaros (Urracas)  | 00002,300                     | (unbewohnt) 000.000           | 360                           |                               | 20° 33′ N, 144° 54′ O                          |                               |                               |
| 2 | Maug Islands (West, Nord, Ost) | 00002,130                     | (unbewohnt)1) 6)000.000       | 227                           | (North Island)                | 20° 1′ N, 145° 13′ O                           |                               |                               |
| 3 | Asuncion                       | 00007,900                     | (unbewohnt)6) 000.000         | 891                           | Asuncion                      | 19° 42′ N, 145° 24′ O                          |                               |                               |
| 4 | Agrigan (Agrihan)              | 00043,510                     | (2020)2) 000.004              | 965                           | Mount Agrigan                 | 18° 46′ N, 145° 40′ O                          |                               |                               |
| 5 | Pagan                          | 00047,230                     | (2020)3) 000.002              | 579                           | South Pagan Volcano           | 18° 7′ N, 145° 46′ O                           |                               |                               |
| 6 | Alamagan                       | 00013,000                     | (2020) 000.001                | 744                           | Alamagan                      | 17° 36′ N, 145° 50′ O                          |                               |                               |
| 7 | Guguan                         | 00003,870                     | (unbewohnt) 000.000           | 301                           |                               | 17° 19′ N, 145° 51′ O                          |                               |                               |
| 8 | Zealandia Bank                 | 0,002                         | (unbewohnt) 000.000           | 2                             |                               | 16° 54′ N, 145° 51′ O                          |                               |                               |
| 9 | Sarigan                        | 00004,500                     | (unbewohnt)4) 000.000         | 549                           |                               | 16° 42′ N, 145° 47′ O                          |                               |                               |
| 10 | Anatahan                       | 00033,900                     | (unbewohnt)2) 000.000         | 787                           |                               | 16° 21′ N, 145° 41′ O                          |                               |                               |
| |                                |                               |                               |                               |                               |                                                |                               |                               |
| 11 | Farallon de Medinilla7)        | 00000,845                     | (unbewohnt) 000.000           | 81                            |                               | 16° 1′ N, 146° 4′ O                            |                               |                               |
| Südliche Inseln (3 Gemeinden) |                                |                               |                               |                               |                               |                                                |                               |                               |
| 12 | Saipan                         | 00115,390                     | (2020) 043.385                | 474                           | Mount Tagpochau               | 15° 12′ N, 145° 45′ O                          |                               |                               |
| 13 | Tinian                         | 00101,010                     | (2020) 002.044                | 170                           | Kastiyu (Lasso Hill)          | 15° 1′ N, 145° 38′ O                           |                               |                               |
| 14 | Aguijan (Agiguan)5)            | 00007,090                     | (unbewohnt) 000.000           | 157                           | Alutom                        | 14° 51′ N, 145° 34′ O                          |                               |                               |
| 15 | Rota                           | 00085,390                     | (2020) 001.893                | 491                           | Mount Manira                  | 14° 10′ N, 145° 13′ O                          |                               |                               |
| Guam |                                |                               |                               |                               |                               |                                                |                               |                               |
| 16 | Guam                           | 00545,000                     | (2020) 153.836                | 406                           | Mount Lamlam                  | 13° 28′ N, 144° 47′ O                          |                               |                               |
| | Marianen                       | 1008,000                      | 207.719                       | 965                           | Mount Agrihan                 | 13° 24′ bis 20° 33′ N, 144° 43′ bis 146° 04′ O |                               |                               |
| 1) Japanische Besatzung 1939 bis 1944 2) 1990 wegen befürchteter Vulkanausbrüche evakuiert, zuletzt 23 3) evakuiert 1981 wegen Vulkanausbrüchen 4) früher bewohnt: 1935 Bevölkerung von 21, ab 1945 Bewohner umgesiedelt, 1968 noch 2, zuletzt 10–20 Familien 5) zur Gemeinde Tinian 6) 1695 wurden die Ureinwohner deportiert 7) Farallon de Medinilla ist geographisch die nördlichste Insel der Südlichen Marianen |                                |                               |                               |                               |                               |                                                |                               |                               |

## Geschichte
Am 6. März 1521 betrat Ferdinand Magellan als erster Europäer die früher auch als Ladrones („Ladronen“) bezeichnete Inselgruppe und seine Matrosen nannten sie, wegen Entwendungen durch an Bord gekommene Insulaner, Islas de Ladrones (‚Insel der Diebe‘; „Diebesinseln“).
Die spanische Kolonialherrschaft der Philippinen ruhte auf der Verbindung von und nach Osten, konkret der Manila-Galeone-Route von Acapulco in Neuspanien (Mexiko) nach Manila. Auf dieser Route sind die ca. 2000 Kilometer vom philippinischen Archipel entfernt gelegenen Inseln in Richtung Osten die nächstgelegene Landmasse und waren bald eine natürliche und übliche Zwischenstation auf dem langen Weg über den Pazifik, um frisches Wasser und Lebensmittel aufzunehmen.

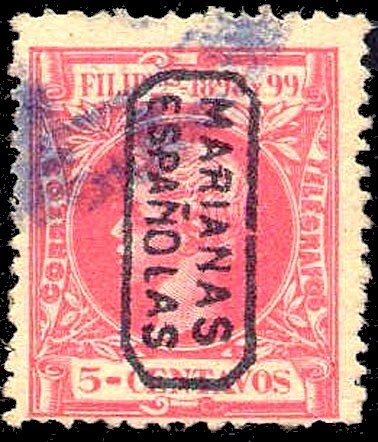
Briefmarke der Marianen aus der späten spanischen Kolonialzeit, um 1898–99.

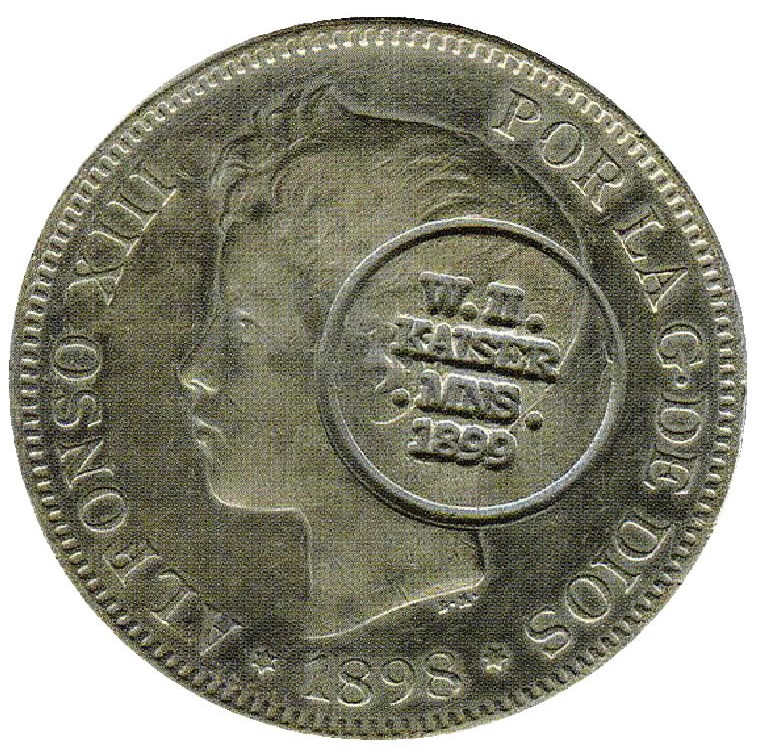
Gedenkmünze an die Zeit der deutschen Besatzung im Jahr 1899.

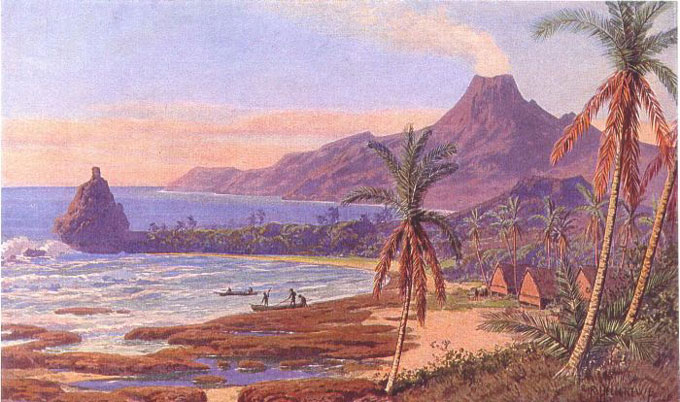
Die Marianen-Insel Pagan zur deutschen Kolonialzeit, Illustration um 1900 von Rudolf Hellgrewe.

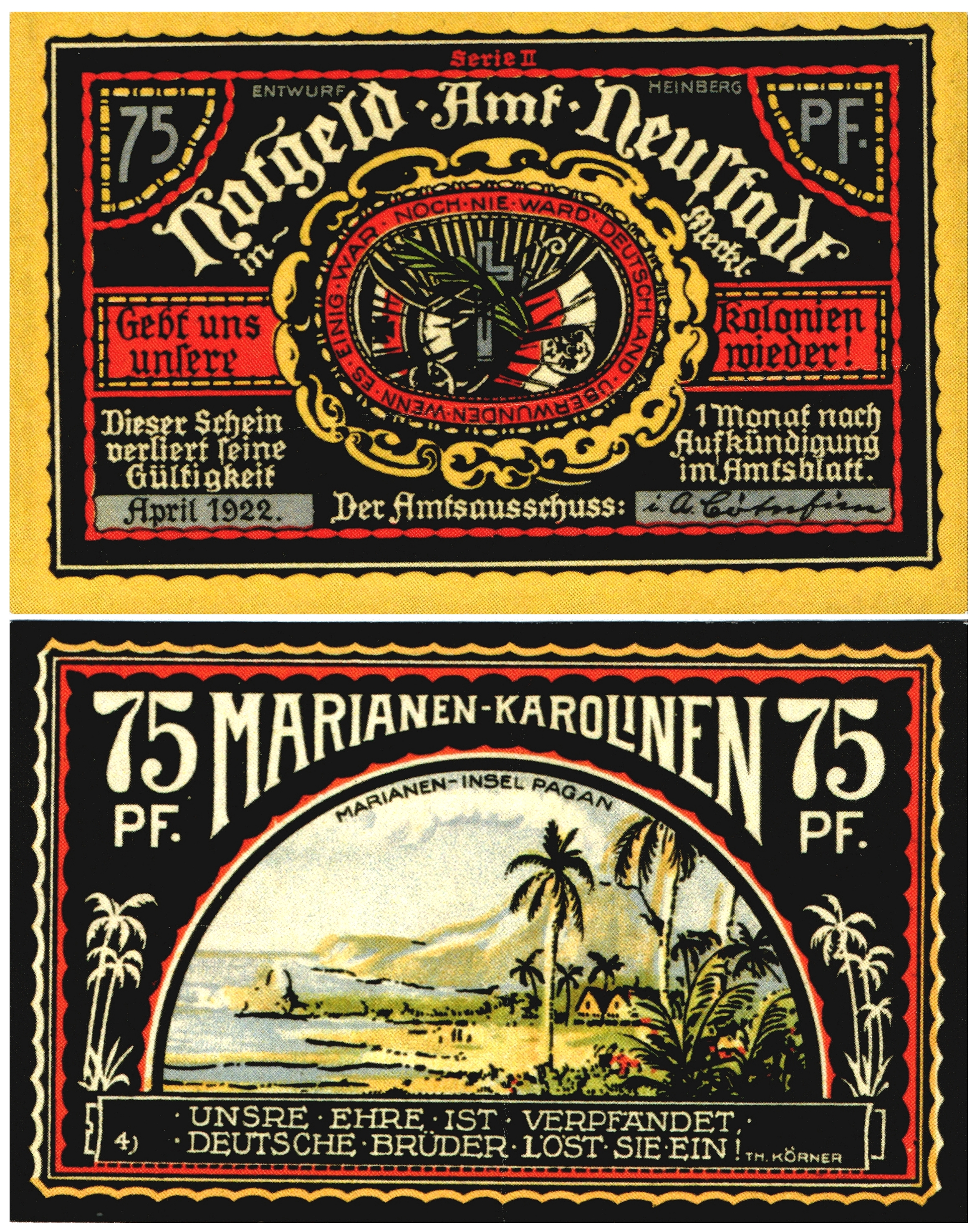
75 Pfennig Notgeldschein von 1922. Der Text beklagt den Verlust der Kolonien auf den Marianen und den Karolinen nach dem Friedensvertrag von Versailles.

Magellan hatte aber wenig Gutes über die Inseln zu berichten, die Einwohner erlebte er als diebisch, sogar ein Beiboot wurde ihm gestohlen, das er in einer blutigen Strafexpedition wieder zurückgewann; kurzum er hatte dort nichts als Ärger und konnte nicht einmal frische Vorräte aufnehmen. Angewidert verließ er die Inseln wieder nach einem kurzen Aufenthalt. Sein Chronist Antonio Pigafetta schrieb: „Da die Bewohner dieser Inseln sehr geschickte Diebe waren, gaben wir diesen Inseln den Namen „Ladronen“, Diebesinseln“ (zitiert aus: Fernão de Magalhães. Die erste Weltumseglung, nach zeitgenössischen Quellen bearbeitet von Dr. Hans Plischke, F. A. Brockhaus, Leipzig 1936).

### Spanischer Eroberungskrieg und Drehscheibe der Asienflotte
Aus den oben angeführten geographischen Gründen lag es für Madrid aber langfristig auf der Hand, die Inselgruppe der spanischen Herrschaft einzuverleiben, um die Seeverbindung von Manila nach Mexiko organisatorisch besser handhaben zu können. Im Jahr 1667, fast 150 Jahre nach der „Entdeckung“ der Philippinen durch Magellan, wurden deshalb die „Islas de los Ladrones“ offiziell der spanischen Krone unterstellt. In einem langwierigen Eroberungskrieg von 1668 bis 1696 wurde die Inselgruppe gegen den erbitterten Widerstand der Bevölkerung erobert und missioniert. Zeitgenössische Quellen schätzen die Bevölkerung vor dem Eroberungskrieg auf bis zu 100.000 Einwohner, von denen nur etwa 5.000 überlebten. Dieser Zusammenbruch der Bevölkerung wird von manchen Historikern als Völkermord bewertet,
von anderen hingegen, wie z. B. Historikern der Jesuiten, als Folge der eingeschleppten Krankheiten. Die überlebende Bevölkerung wurde fast vollständig auf die Insel Guam zwangsumgesiedelt um sie unter direkter spanischer Kontrolle zu behalten.
Die Marianen wurden zur Drehscheibe der spanischen Asienflotte mit der Manila-Galeone. Auf Guam wurde die notwendige Infrastruktur für die Versorgung der Galeonen ausgebaut. Dafür wurde auf der Insel Guam eine Garnison unterhalten, die aus etwa 20 spanischen Offizieren und Unteroffizieren, 110 Mann philippinischer Truppen, sowie einer Miliz bestand. In der Miliz mussten ungefähr 460 Mann der nach Guam deportierten Bevölkerung dienen, die per Los ausgewählt wurden. Die Kosten für diese Garnison in Höhe von 20.000 Pesos wurden als jährliches Real Situado aus in Acapulco erhobenen Zolleinnahmen der Manila-Galeone finanziert.
Nur die Bezeichnung „Diebesinseln“ war nun nicht mehr so recht geeignet für ein spanisches Territorium und zur näheren Beschreibung der nunmehrigen Untertanen der Krone; ein neuer Name musste her. In Spanien regierte inzwischen König Philipp IV., nach ihm konnte man die Inseln nicht benennen, die Philippinen gab es ja schon. Seine Gattin war Maria Anna von Österreich, Erzherzogin zu Österreich, die Tochter von Kaiser Ferdinand III., spanisch wird sie „Mariana de Austria“ genannt. Ihr zu Ehren wurde die Inselgruppe von den Spaniern nun in „Islas Marianas“ umgetauft, der Name hat sich bis heute gehalten.
Mit dem Ende der spanischen Kolonialherrschaft in Südamerika endete auch der Handel der Manila-Galeone. Aus der einstigen Drehscheibe des lukrativen Silberhandels mit China wurde ein unbedeutender Außenposten Spanisch-Ostindiens, das nach der Unabhängigkeit Neuspaniens direkt Spanien unterstellt war. Die zuvor von Acapulco getragenen Unterhaltskosten musste Manila übernehmen. Zur technischen Erneuerung der Flotte und Garnison fehlten jedoch die finanziellen Mittel. Der Milizdienst wurde zwar beibehalten, beanspruchte aber nur noch wenige Stunden pro Woche. Die stationierten Truppen wurden hauptsächlich als Wärter für die neugeschaffene spanische Strafkolonie eingesetzt.

### Teilung
Bereits zu Beginn des Spanisch-Amerikanischen Kriegs verlor Spanien in der Schlacht in der Bucht von Manila am 1. Mai 1898 fast seine gesamte Pazifikflotte gegen das technisch weit überlegene US-Asiengeschwader. Damit waren die von dem Krieg noch nicht unterrichteten Marianen dem US-Geschwader hilflos ausgeliefert. Der von dem geschützten Kreuzer USS Charleston (C-2) überraschte spanische Gouverneur auf Guam, Juan Marina, übergab die unterbesetzte Garnison und die Zivilverwaltung am 21. Juni 1898 dem Kapitän Henry Glass kampflos. Im Pariser Frieden 1898 trat Spanien schließlich offiziell Guam an die USA ab. Noch vor Eintreten des Friedensvertrags verkaufte Spanien im Deutsch-Spanischen Vertrag am 12. Februar 1899 den Rest der Marianen, zusammen mit den verbliebenen spanischen Kolonien in der Südsee, an das Deutsche Reich. Fortan wurden sie als Teil der Kolonie Deutsch-Neuguinea verwaltet. Damit waren die Marianen zwischen dem Deutschen Reich und den USA aufgeteilt, wobei den Deutschen die nördlichen Marianen zufielen und den Amerikanern die südlich davon gelegene Insel Guam gehörte, dem mit rund vier Fünftel der Gesamtbevölkerung politischen und wirtschaftlichen Zentrum der bis dahin spanischen Marianen.

### Japanische Mandatsverwaltung und US-amerikanisches Treuhandgebiet
Nach dem Ersten Weltkrieg wurden die Marianen, mit Ausnahme des US-amerikanischen Guams, durch den Völkerbund unter japanische Kontrolle gestellt. Im Zweiten Weltkrieg eroberten die USA die Inseln in der Schlacht um die Marianen-Inseln. Nach dem Krieg wurde das Gebiet durch die UNO unter Kontrolle der USA gestellt, die ihnen 1978 den Status eines mit den USA assoziierten Staates zubilligten (Nördliche Marianen) – außer Guam, das als „dependent territory“ unter direkter Kontrolle der USA steht und nur eine gewisse innere Autonomie besitzt, da es als wichtiger militärischer Stützpunkt der USA dient.

## Vulkanismus
Die Inseln im Norden der Marianen, von Farallon de Pajaros bis Anatahan, sind allesamt teils aktive Schichtvulkane. Die Zealandia Bank ist ein aktiver, aufsteigender Vulkan, dessen Gipfel sich etwa auf Meereshöhe befinden. Der Ahyi ist ein untermeerischer Vulkan im nördlichen Gebiet der Inselgruppe, etwa 18 km südöstlich der Insel Farallon de Pajaros.

## Bevölkerung
Auf Grundlage archäologischer Funde wird davon ausgegangen, dass die Marianen vor 4.000 Jahren von den Philippinen aus besiedelt wurden. Vor der gewaltsamen Missionierung und Kolonisierung lebten schätzungsweise 100.000 Menschen auf fast alle Inseln verteilt. Die von den Spaniern als Chamorro bezeichnete Bevölkerung lebte matrilinear vom Ackerbau in Küstennähe sowie von ausgedehntem Fischfang. Anders als in der kolonialen Zeit gab es zwischen den Inseln deshalb einen steten Austausch. Durch die fast vollständige Auslöschung im Zuge der spanischen Kolonisation und der Deportation der wenigen Überlebenden wurde den Chamorro ihre traditionelle Lebensweise verwehrt, sodass ihre Kultur durch die Kolonisation weitgehend zerstört wurde.
Auf der Insel Saipan wurden von den Spaniern 1816 Karoliner angesiedelt, die lange Zeit die größte Minderheit der Marianen bildeten. Im Gegensatz zu den Chamorro konnten sie sich Teile ihrer Kultur erhalten. Mittlerweile sind die Chamorro auf den Marianen durch viele Einwanderungswellen selbst zur Minderheit geworden und machen nur noch ein Drittel der Bevölkerung aus. Größte Gruppe sind Filipinos. (Stand 2020)
Die vier großen Inseln im Süden – Guam, Rota, Saipan sowie Tinian sind bewohnt, die Eilande im Norden des Inselbogens sind, zumeist wegen des aktiven Vulkanismus, hingegen unbewohnt (die Insel Alamagan seit 2009).

## Kultur
Da die am weitesten verbreitete Sprache der Marianen, das Chamorro, nicht zu den mikronesischen Sprachen gehört, wird die Kultur der Marianen in älterer Literatur mitunter unter dem Sammelbegriff „melanesischer Kulturkreis“ geführt.

## Verkehr

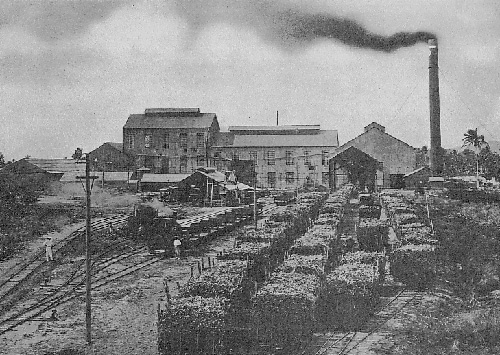
NKK-Zuckerfabrik, Saipan

Der Schienenverkehr auf den Marianen spielte nur bis Ende des Zweiten Weltkrieges für den Transport von Zuckerrohr und militärischem Nachschub eine Rolle.

## Literatur

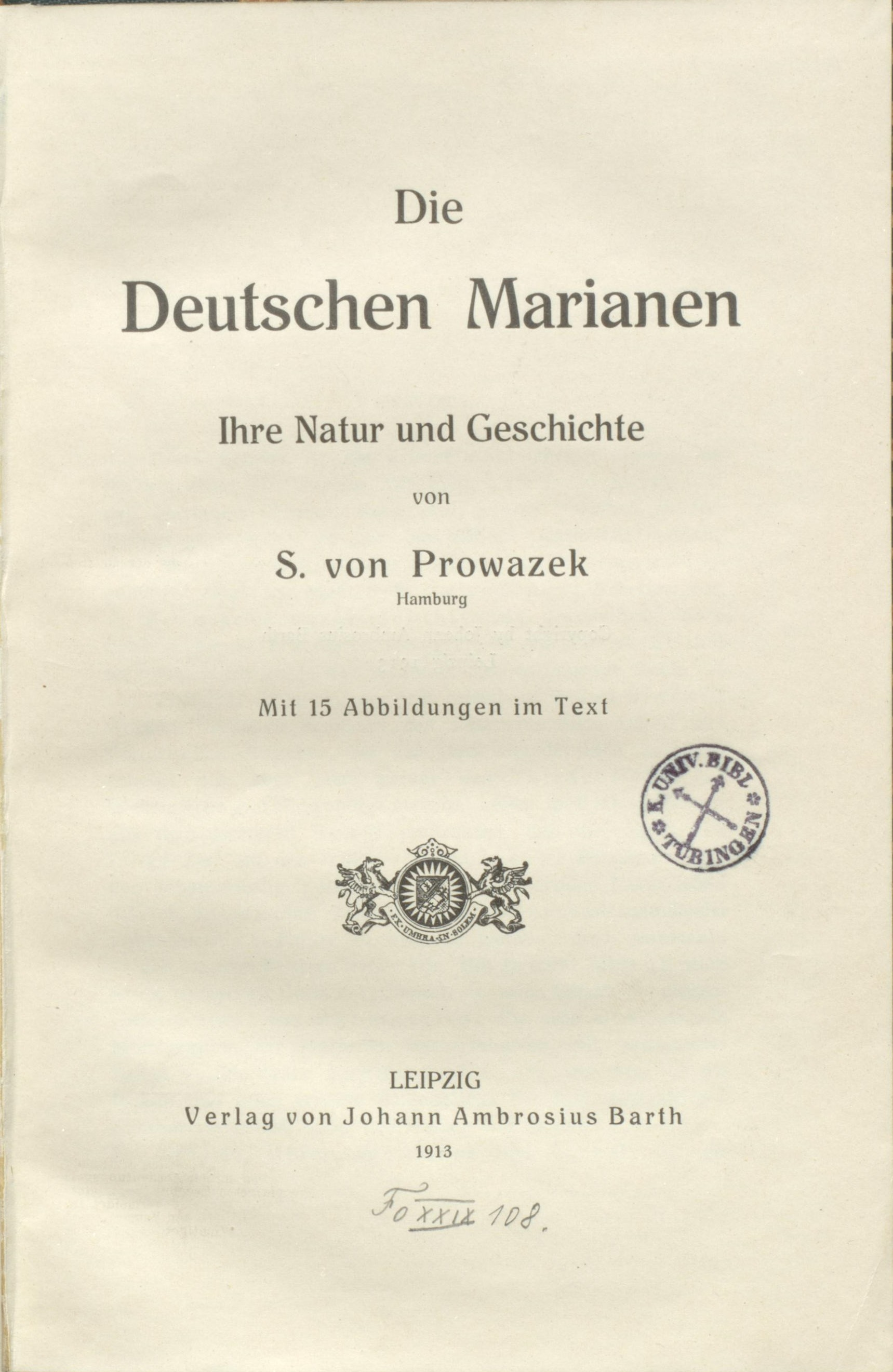
Stanislaus von Prowazek: Die deutschen Marianen (1913)